# Zwieselberg (Reutigen)
Zwieselberg – miejscowość w gminie Reutigen w Szwajcarii, w kantonie Berno, w regionie administracyjnym Oberland, w okręgu Thun. Do 31 grudnia 2023 gmina (niem. Einwohnergemeinde).

## Demografia
W Zwieselbergu mieszka 318 osób. W 2020 roku 5,3% populacji gminy stanowiły osoby urodzone poza Szwajcarią.

## Transport
Przez teren miejscowości przebiega droga główna nr 227.